# Wolof-folket
Wolof-folket eller Oulof är en muslimsk folkgrupp i Senegal, Gambia och Mauretanien. Wolof-folket har wolof som modersmål, vilket tillhör den atlantiska grenen av Niger-Kongospråken. År 2022 uppgick folkgruppen till 6,7 miljoner i Senegal. Samtidigt fanns cirka 300 000 i Gambia och 200 000 i Mauretanien. Wolof-folket är den största folkgruppen i Senegal. Under medeltiden hade folket ett eget land, Djolof, i nuvarande södra Senegal.
Wolof-folket är huvudsakligen bönder. De odlar primärt jordnötter som kontantgröda medan hirs och sorghum odlas som stapelvaror. Senare har många flyttat till städer som Dakar och Banjul där de istället livnär sig som handlare, guldsmeder, skräddare, snickare, lärare och tjänstemän. Folket har dock behållit viktiga aspekter av sin kultur och traditioner. I det traditionella wolof-samhället är härstamning av stor vikt, och äktenskap äger oftast rum inom den egna gruppen. I dagens moderna städer är det dock vanligt med giftermål som sträcker sig över gränserna.
Under perioden för omskärelse tillbringar pojkarna en period isolerade med sin lärare. Det är under denna tid som livslånga vänskapsband knyts.[källa behövs]

## Kast-systemet
Det traditionella wolof-samhället hade en hierarkisk uppdelning av samhället som inkluderade adeln, religiösa ledare, kaster och slavar.
"Jambur" eller "de friborna" hade en hierarkisk struktur bestående av de kungliga ätterna överst. Det var från de kungliga ätterna Wolof-staternas härskare utsågs. Under dem fanns lokala adelsätter (Diambur) som styrde områden, samlade in tribut samt valde härskare. Underst fanns de vanliga friborna, kallade "baadoolo" eller "utan makt".
Slavar har historiskt sett varit en separat grupp inom det wolofiska samhället, men även indelats inbördes på om de fötts i huset eller fångats i krig/köpts.
Kast-systemet består av bland annat läderarbetare, smeder, grioter (sångare och musiker som kallas guewel på wolof). Kvinnorna var ofta krukmakare eller frisörer. 
Guewel-gruppen inkluderar alla som spelar traditionella instrument, bland vilka kora-spelarna och Xalam är de mest kända. Vid barndop och andra högtider framför sångarna lovsånger för de närvarande och de kan de betydande familjernas släkttavlor utantill. De anlitas också vid giftermålsförhandlingar. Tidigare begravdes de i ihåliga apbrödsträd, men numera har de en särskild del av begravningsplatsen.